# Warba, Minnesota
Warba là một thành phố thuộc quận Itasca, tiểu bang Minnesota, Hoa Kỳ. Năm 2010, dân số của thành phố này là 181 người.

## Dân số
- Dân số năm 2000: 183 người.
- Dân số năm 2010: 181 người.